# Labiobaetis
Labiobaetis is een geslacht van haften (Ephemeroptera) uit de familie Baetidae.

## Soorten
Het geslacht Labiobaetis omvat de volgende soorten:
- Labiobaetis apache
- Labiobaetis atrebatinus
- Labiobaetis dambrensis
- Labiobaetis dardanus
- Labiobaetis ephippiatus
- Labiobaetis fabulosus
- Labiobaetis frondalis
- Labiobaetis gambiae
- Labiobaetis gilliesi
- Labiobaetis longicercus
- Labiobaetis longipalpus
- Labiobaetis mustus
- Labiobaetis neglectus
- Labiobaetis nigrocercus
- Labiobaetis paradisus
- Labiobaetis plumbago
- Labiobaetis propinquus
- Labiobaetis punctatus
- Labiobaetis tricolor
- Labiobaetis vulgaris